# الساندرو برونو
الساندرو برونو (انگلیسی: Alessandro Bruno؛ زادهٔ ۴ ژوئیهٔ ۱۹۸۳) بازیکن فوتبال اهل ایتالیا است.
از باشگاه‌هایی که در آن بازی کرده‌است می‌توان به باشگاه فوتبال لاتینا، باشگاه فوتبال لیورنو، باشگاه فوتبال دلفینو پسکارا، و باشگاه فوتبال بنونتو اشاره کرد.